# Biofirma
Una biofirma es cualquier sustancia como un elemento, isótopo, molécula, o fenómeno que proporciona pruebas científicas del pasado o del presente de la vida. Las biofirmas pueden ser estructuras físicas y químicas como también indicadores de la utilización de la energía libre termodinámica o de la producción de biomasa, así como los productos de desecho celular. Las biofirmas son uno de los mecanismos que se utilizan en la búsqueda de evidencias la existencia de la vida extraterrestre.

## En geomicrobiología

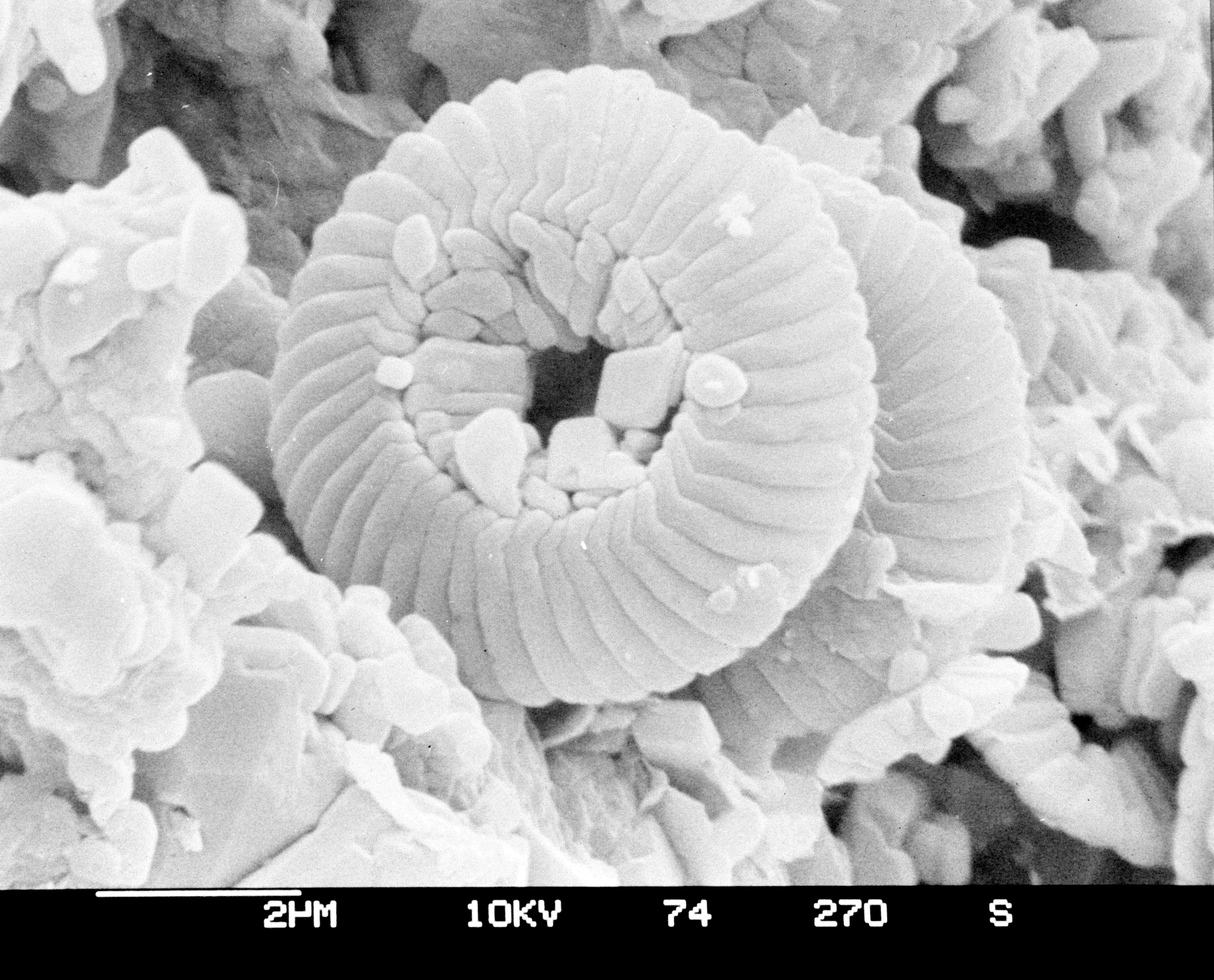
Microfotografía electrónica de microfósiles de un núcleo de sedimento obtenido por el Deep Sea Drilling Program

La historia antigua de la Tierra ofrecen una oportunidad para ver cuales firmas geoquímicas son producidos por la vida microbiana y cómo estas firmas se conservan a través del tiempo geológico. Algunas disciplinas relacionadas, como la Geoquímica, geobiología y geomicrobiología utilizan a menudo biofirmas para determinar si  organismos con vida están o han estado presentes en una muestra. Estas firmas biológicas posibles incluyen: (a) microfósiles y estromatolitos, (b) estructuras moleculares (biomarcadores) y  composiciones isotópicas de carbono, nitrógeno e hidrógeno en la materia orgánica, (c) varias proporciones de isótopos de azufre y de oxígeno en los minerales;. y (d) las relaciones de abundancia y composición isotópica de metales redox sensibles (por ejemplo, Fe, Mo, Cr, y elementos de tierras raras).
Por ejemplo, los particulares ácidos grasos medidos en una muestra pueden indicar qué tipos de  bacterias y arqueas viven en ese entorno. Otro ejemplo son los alcoholes grasos de cadena larga con más de 23 átomos que se producen por bacterias de plancton . Cuando se usa en este sentido, los geoquímicos a menudo prefieren el término biomarcador. Otro ejemplo es la presencia lípidos de cadena lineal en forma de alcanos, alcoholes y ácidos grasos con 20-36 átomos de carbono en el suelo o sedimentos.  Depósitos de turba son una indicación de origen en la cera epicuticular de la más alta de plantas.
Los procesos de la vida pueden producir una serie de firmas biológicas, tales como ácidos nucleicos, lípidos, proteínas, aminoácidos, material como el kerógeno y diversas características morfológicas que son detectables en rocas y sedimentos.

## En astrobiología

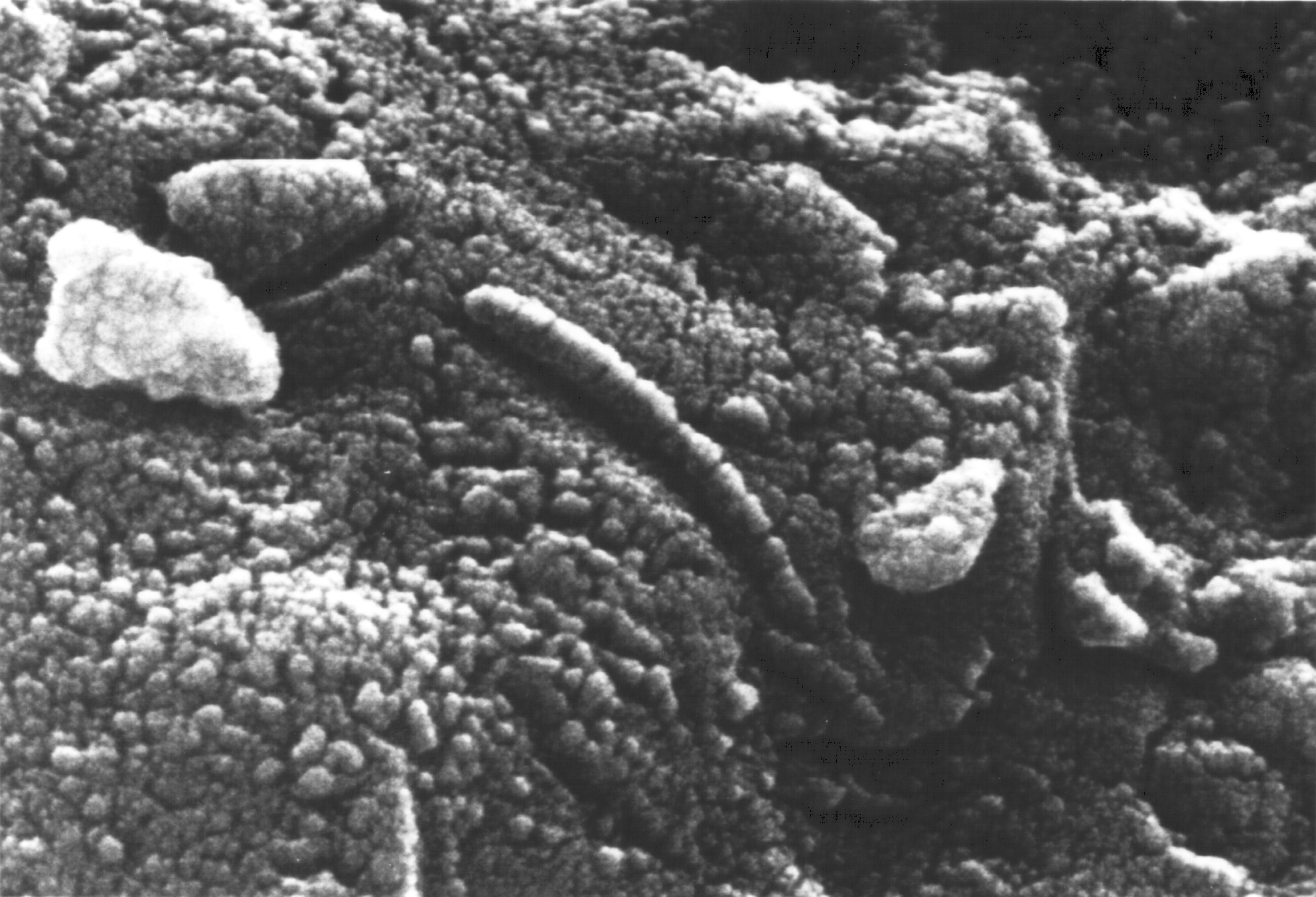
Algunos investigadores sugieren que estas estructuras microscópicas en el meteorito marciano ALH84001 podrían ser bacterias fosilizadas

La  exploración astrobiológica se basa en la premisa de que firmas biológicas encontradas en el espacio serán reconocibles como de vida extraterrestre. La utilidad de una biofirma se determina, no solo por la probabilidad de que la vida la creó, sino también por la improbabilidad de que procesos no biológicos (abiótico) la produjeran. Un ejemplo de una firma biológica pueden ser moléculas orgánicas complejas y/o estructuras cuya formación es prácticamente irrealizable en la ausencia de la vida. Por ejemplo, algunas categorías de firmas biológicas pueden incluir lo siguiente: morfologías celulares y extracelulares, sustancias biogénicas en rocas, estructuras moleculares bio-orgánicas, quiralidad, minerales biogénicos, s patrones de isótopos biogénica estables en minerales y compuestos orgánicos, en los gases atmosféricos, y en características detectables de forma remota en superficies planetarias, tales como pigmentos fotosintéticos, etc.